# Paul Abramowski
Paul Abramowski (ur. 6 sierpnia 1892 w Gdańsku, zm. po 1944) – historyk, muzealnik.

## Życiorys
Pochodził z rodziny kupieckiej. Ukończył studia z zakresu historii sztuki i archeologii na Uniwersytecie Fryderyka Wilhelma w Berlinie oraz Uniwersytecie Ludwika i Maksymiliana w Monachium. Zdobył również doktorat z filozofii. 
W 1913 rozpoczął pracę asystenta w gdańskim muzeum, którą – z przerwą na frontową służbę w czasie I wojny światowej – sprawował do 1922, kiedy to został kustoszem tego muzeum. W 1929 przeszedł do pracy w Breslau; w 1933 był czasowo dyrektorem tamtejszego muzeum. Odszedł z pracy po negatywnej opinii ze strony władz nazistowskich. Był też członkiem Rady Zabytków w Wolnym Mieście Gdańsku. 

## Publikacje
- Gotische Altäre der Danziger Marienkirche (1927)
- Die Sommerstube im Rechtstädtischen Rathaus zu Danzig und ihre Schnitzwerke (1928)